# Фруктовый соус

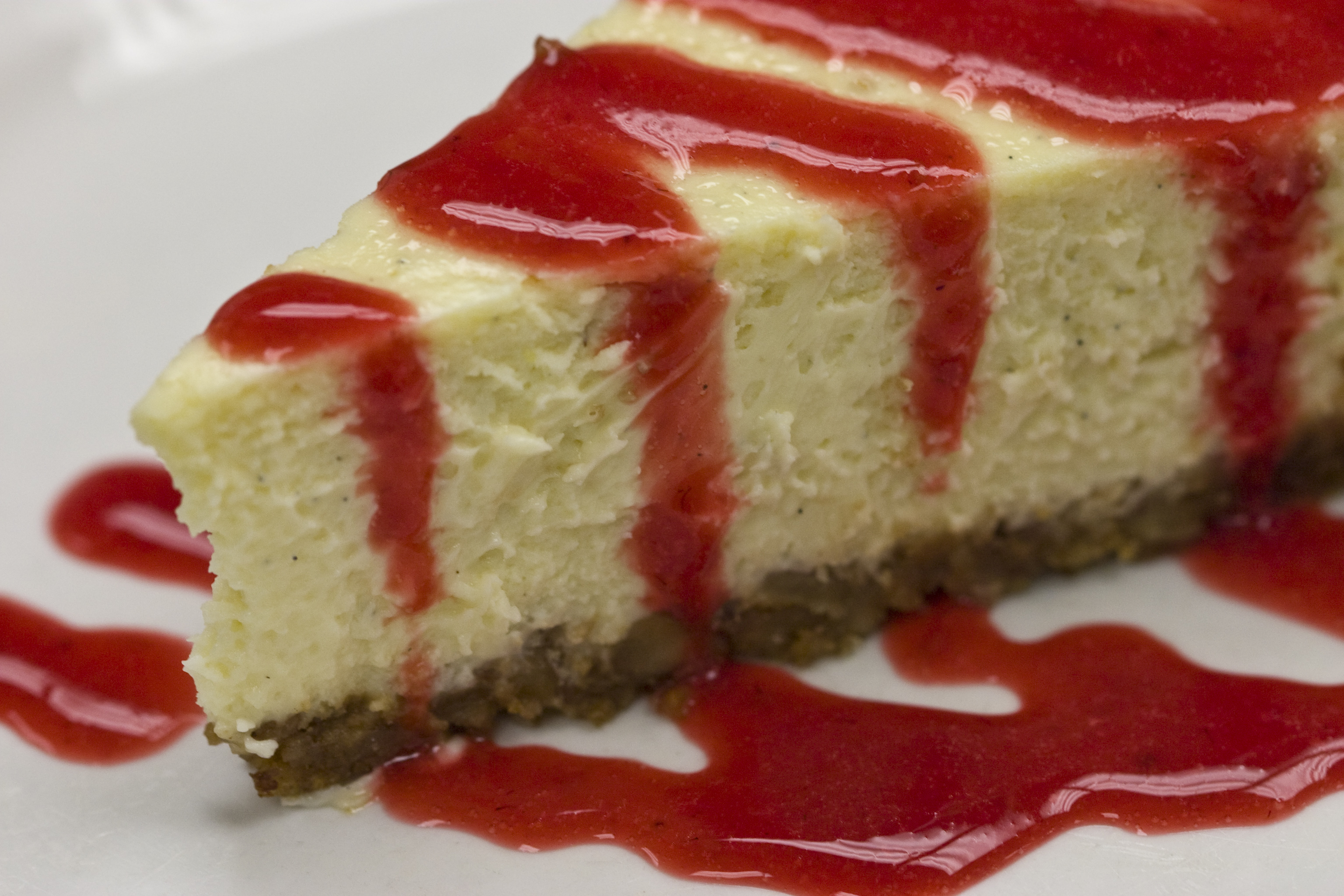
Чизкейк, сервированный с клубничным соусом

Фруктовый соус, фруктово-ягодный соус — преимущественно сладкий соус, приготавливаемый из фруктов или ягод. В русской кухне фруктовые соусы, горячие и холодные, используются в качестве подливы к запеканкам, пудингам, крупяным котлетам и биточкам и мучным кулинарным изделиям (оладьям, сырникам, блинам, крупеникам, кашам, а также желе, муссам, десертным кремам, свежим ягодам и запечённым фруктам. В европейских кухнях фруктовые соусы сервируют к блюдам из дичи и домашней птицы.
Фруктовые соусы готовят из яблок, груш, айвы, персиков, слив, абрикосов, кураги, ананасов, апельсинов, мандаринов и других фруктов, для приготовления ягодных соусов подходят смородина, клюква, брусника, малина, клубника, земляника и вишня. Фруктово-ягодные соусы приправляют ванилином или ванильным сахаром, шоколадом, сахаром, мёдом, корицей, гвоздикой и мускатным орехом, цедрой цитрусовых. Среди ингредиентов фруктовых соков встречаются также картофельный крахмал, пшеничная мука, фруктовые и ягодные соки, виноградные вина (мадера, мускатное, сухое белое и красное), коньяки и ликёры.